# 레들리 킹
레들리 브렌턴 킹(Ledley Brenton King, 1980년 10월 12일, 잉글랜드 보우 ~ )는 잉글랜드 출신의 전 축구 선수이다. 주 포지션은 중앙 수비수이며, 수비형 미드필더도 가능했던 그는 잉글랜드 프리미어리그의 토트넘 홋스퍼 소속으로만 그의 선수 경력을 이어갔다. 토트넘에서 2012년까지 뛰면서 팀의 주장으로 활약했으나 그의 고질적 부상인 오른쪽 무릎 인대 부상 때문에 많은 경기를 소화하지 못 했고 결국 2012년 7월 19일 선수 생활 은퇴를 밝혔다.

## 같이 보기
- 원클럽맨 명단